# Raymond Joval
Raymond Joval (født 15. september 1968 i Amsterdam, Noord-Holland, Holland) er en professionel bokser. Joval var i i seks måneder i 1999 anerkendt af bokseforbundet WBU som verdensmester i mellemvægt og af bokseforbundet IBO i to perioder, 2000-2004 og 2005-2006, i samme vægtklasse.
Joval repræsenterede Holland ved Sommer-OL 1992 uden dog at vinde medalje. Raymond "Hallelujah" Joval debuterede som professionel den 8. januar 1994. 
Joval vandt WBU's anerkendelse som verdensmester i mellemvægt i 1999, da han besejrede italieneren Cardamone, men tabte titlen seks måneder senere mod en anden italiener, Perugino. 
Han fik efterfølgende en kamp mod Mpush Makambi den 30. september 2000 om IBO's version af VM-titlen. Han forsvarede denne titel ved en række lejligheder, og forsøgte i 2004 tillige at opnå en kamp om titlen i det større og mere anerkendte forbund IBF, men tabte til Sam Suliman i en kvalifikationskamp om retten til en rigtig VM-kamp i IBF-regi. 
Som følge af nederlaget til Suliman fratog IBO Joval forbundets VM-titel. Dette forhindrede imidlertid ikke IBO i at anerkende en kamp mellem Joval og franskmanden Diallo i 2005 som en VM-kamp om den ledige titel. Joval vandt, og forsvarede senere på året titlen en enkelt gang. 
Joval var inaktiv i 2006, og mistede følgelig IBO's version af verdensmesterskabet. Han gjorde comeback i 2007.